# فغيفرنك
فغيڤرنك (باللاتينية: Machaeropolis) هي مدينة تقع في مقاطعة ياز-ناجكون-سولنوك (Jász-Nagykun-Szolnok vármegye) ضمن قضاء توركسينتمكلوش (Törökszentmiklósi járásában) في المجر.

## الموقع
تقع فغيڤرنك على الحافة الغربية لمدينة ناجكونشاغ (Nagykunság)، بمحاذاة الفرع الميت من نهر تيسافغيڤرنك-هولت-تيزا (Fegyverneki-Holt-Tisza)؛ ويمتد ضمن نطاقها الإداري شريط ضيق لا يتجاوز عرضه كيلومترًا واحدًا يتصل بالنهر الرئيسي تيسا أيضًا.
البلدات المجاورة لفغيڤرنك هي:
- من الشمال الشرقي: بانهلما (Bánhalma) التابعة لبلدة كندريش (Kenderes) وتبعد 9.5 كم،
- من الشرق: كندريش (Kenderes) وتبعد 10.5 كم،
- من الجنوب: أورمينيش (Örményes) وتبعد 6 كم،
- من الجنوب الغربي: توركسينتمكلوش (Törökszentmiklós) وتبعد 12 كم،
- من الغرب: ناجكورُو (Nagykörű) وتبعد 7 كم، لكنها تقع على الضفة المقابلة لنهر تيزا)،
- من الشمال الغربي: تيزابُو (Tiszabő) وتبعد 7.5 كم.

أما من الجنوب الشرقي، فتتلامس أراضيها الإدارية مع حدود مدينة كيشوي‌صالاش (Kisújszállás) عند نقطة واحدة فقط، رغم أن المسافة بين المدينتين تبلغ حوالي 16 كيلومترًا.

## التسمية
اسم بلدة فغيڤرنك "Fegyvernek" مشتق من مهنة "صانعي السلاح" الذين كانوا يعيشون فيها في الماضي.
ذُكر اسم القرية لأول مرة في المصادر المكتوبة المعروفة سنة 1212م، ثم ذُكرت مرة أخرى سنة 1219م في سجل ڤاراد (Váradi regestrumban).

## التاريخ
كان الناس يسكنون منطقة هذه البلدة منذ العصر البرونزي، وقد عُثر على مكتشفات أثرية تعود إلى العصر العصر الحديدي والعصر السارماتي في الفترات اللاحقة.اندمجت داخل حدود بلدة فغيڤرنك مستوطنة كيزو (Kesző) التي تعود إلى عهد أسرة أرباد الذين حكموا مملكة المجر قديماً (Árpád-kori).
منذ عام 1300م أصبحت المنطقة ملكًا دوموشلاي (Domoszlai)، و كومپولتي (Kompolti)، و غوثي-أورشاغ (Guthi-Országh).
في القرن الخامس عشر كانت فغيڤرنك تتمتع بالفعل بامتيازات المدينة السوقية وحق إقامة الأسواق، ولكن في عامي 1686م و1687م ، دمر خان تتار القرم "سليم الأول گيراي" (بالإنجليزية: Selim I Giray)‏ المنطقة بما في ذلك بلدة فغيڤرنك.
حتى عامي 1845م و1846م، كان يسكن المنطقة خدم المزارع والرعاة وعمال التبغ، ولكن بعد ذلك قام الكونت يوسف سزاباري (Szapáry József)، مالك الأرض، بتوطين الألمان في البلدة، وقد اندمج هؤلاء تدريجياً حتى أصبحوا مجريين بالكامل تقريباً بحلول نهاية القرن التاسع عشر.
لم يشارك سكان فغيڤرنك بالسلاح في ثورة وحرب الاستقلال بين عامي 1848م-1849م.
تم تنظيم مجرى نهر تيسا عند فغيڤرنك عام 1856م من خلال تنفيذ 74 تعديلًا في مجرى النهر، وفي الوقت نفسه أُنشئت السدود التي تحمي القرية.
في عام 1871م أصبحت قرية فغيڤرنك كبيرة (nagyközség)، وفي عام 1876م أُدرجت ضمن منطقة وسط تيسا في مقاطعة جاس-ناغيكون-سولنوك (Jász-Nagykun-Szolnok). وبحلول مطلع القرن العشرين، بلغ عدد سكانها 5,000 نسمة.
في 25 يوليو 1919م، أطلق الجنود الرومانيون النار على 49 من سكان فغيڤرنك المحليين ردًا على مقتل قائد فوج تورنو سيڤيرين على يد مجهول. وفي نهاية عام 1919م، أُنشئ معسكر اعتقال لجنود الجيش الأحمر السابقين، في ظل ظروف قاسية للغاية، ثم أُغلق المعسكر عام 1922م.
وبعد الحرب العالمية الثانية، نُقل العديد من سكان فغيڤرنك من أصول ألمانية قسرًا إلى مناجم الفحم في منطقة نهر الدون.

## حديثاً
بناءً على اقتراح وزير الإدارة العامة والعدل، مُنحت فغيڤرنك صفة المدينة في 15 يوليو 2013م. 

## الحياة العامة

### رؤساء البلديات
- 1990م–1994م: فيرينك هوبر ( الحزب المدني لأصحاب الحيازات الصغيرة المستقلين). [3]
- 1994م–1998م: فيرينك هوبر (مستقل). [4]
- 1998م–2002م: فيرينك هوبر (مستقل). [5]
- 2002م–2006م: فيرينك هوبر (مستقل). [6]
- 2006م–2010م: فيرينك هوبر (مستقل). [7]
- 2010م–2014م: لازلو تاتار (مستقل). [8]
- 2014م–2019م: لازلو تاتار (مستقل) .[9]
- 2019م–2024م: لازلو تاتار (فيدس: الاتحاد المدني المجري - حزب الشعب الديمقراطي المسيحي بالمجر). [10]
- 2024م– : لازلو تاتار (فيدس: الاتحاد المدني المجري - حزب الشعب الديمقراطي المسيحي بالمجر). [11]
- يتألف المجلس البلدي من 9 أعضاء، بما فيهم رئيس البلدية.

## اقتصاد

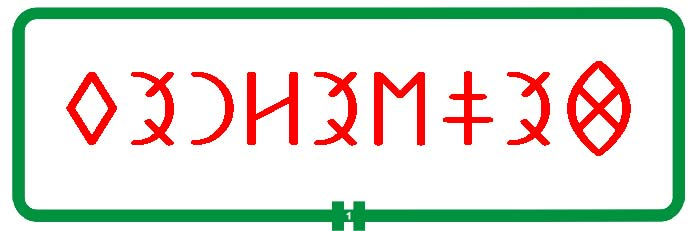
توجد في بعض القرى والبلدات في المجر لافتات بأسماء الأماكن مكتوبة بالكتابة الرونية السكلية-المجرية، بما في ذلك في فغيڤرنك (Fegyvernek).

### الزراعة
تتكون تربة المستوطنة والمناطق المحيطة بها من تربة السولونيك السهلي، وتربة تشيرنوزيم السهلي، بالإضافة إلى التربة الكلسية السهلة.
وإلى جانب تربية الحيوانات بنظام الرعي والزراعة الحقلية، تزدهر أيضاً زراعة الفواكه والخضروات في البلدة.
يوفر فرع نهر تيسا فرصاً ممتازة لتطوير السياحة المائية وصيد الأسماك، بل إن الصيد نفسه يعد عاملاً اقتصادياً مهماً في المنطقة.

### الصناعة
في الوقت الحاضر، لا يوجد في البلدة سوى صناعات البناء والهندسة المدنية؛ حيث توقفت مطاحن الدقيق، ومصنع الطوب، والمصانع الكبيرة السابقة التي كانت تعمل في مجال المعالجة.

## السكان
التغير في عدد سكان المستوطنة:
في عام 2001م ، 95% من سكان المستوطنة حددوا أنفسهم كمجريين و5% كغجر. كان 67.5% من السكان من الروم الكاثوليك، و8.1% من الكالفينيين، و0.3% من اليونانيين الكاثوليك، و0.1% من اللوثريين. 0.2% من السكان ينتمون إلى كنيسة أو طائفة أخرى. 13.8% لم ينتموا إلى أي كنيسة أو طائفة. 9.9% غير معروف أو لم يجيبوا.
خلال تعداد عام 2011م، حدد 84.5% من السكان أنفسهم على أنهم مجريون، و4.3% على أنهم غجر، و0.3% على أنهم ألمان (15.3% لم يعلنوا ذلك؛ وبسبب الهويات المزدوجة، قد يكون المجموع أكبر من 100%). وكان التوزيع الديني على النحو التالي: الروم الكاثوليك 42.3٪، الإصلاحيون 6.2٪، الروم الكاثوليك 0.2٪، غير طائفي 19.3٪ (31.5٪ لم يعلنوا).
في عام 2022م، حدد 89% من السكان أنفسهم على أنهم مجريون، و2.2% غجر، و0.3% ألمان، و0.1% رومانيون، و1.1% من جنسية أخرى غير محلية (10.9% لم يعلنوا ذلك؛ وبسبب الهويات المزدوجة، قد يكون الإجمالي أكبر من 100%). وبحسب ديانتهم، كان 24% من الروم الكاثوليك، و5% من الكالفينيين، و0.4% من الروم الكاثوليك، و0.5% من المسيحيين الآخرين، و1.1% من الكاثوليك الآخرين، و22.9% من غير الطائفة (46% لم يجيبوا).

## المعالم السياحية
- برج بوستا Pusztatorony (بقايا كنيسة قوطية، بُنيت حوالي عام 1480م).
- كنيسة كاثوليكية رومانية على الطراز الرومانسي. صممه كارولي جيرستر (Gerster Károly) مع لايوس فراي (Frey Lajossal) وليبوت كوزر (Kauser Lipóttal) في 1862م-1863م. [12]
- الكنيسة الإصلاحية، 1928م.
- الكنيسة الكاثوليكية الجديدة في زابارفالفي (1992م).
- تمثال القديس يوحنا نيبوموك (Nepomuki Szent János)، طراز باروكي ، 1775م.
- قلعة القاضي (Bíró-kastély).
- قلعة سزاباري-شوارتز (Szapáry-Schwarz-kastély).
- Kálváriadomb.

## الفعاليات
- مهرجان حساء الطلاب الوطني (في السبت الثاني أو الثالث من مايو).
- يوم إزهار تيسا (نهاية يونيو).
- يوم مدينة فغيڤرنك (أغسطس).

## مشهورون ولدوا هنا
- يوسف هاموري Hámori József (20 مارس 1932م - 1 مايو 2021م) عالم أحياء مجري، حائز على جائزة سيشيني، أستاذ جامعي، عضو كامل في الأكاديمية المجرية للعلوم ، نائب رئيسها بين عامي 2002م و2008م. وهو باحث مشهور في مجال البنية الوظيفية للجهاز العصبي والارتباطات بين العناصر العصبية.
- يوسف هيفيسي Hevesi József (15 مارس 1857م - 20 يناير 1929م) كاتب وصحفي ورئيس تحرير الصالون المجري .

## المدن الشقيقة
| علَم | مدينة         | منطقة         | دولة     |
| --- | ------------- | ------------- | -------- |
|     | فيسك          | ترانسكارباثيا | أوكرانيا |
|     | Kétfegyvernek | Nyitra        | سلوفاكيا |

## مزيد من المعلومات
- الموقع الرسمي للمدينة.

## معرض الصور

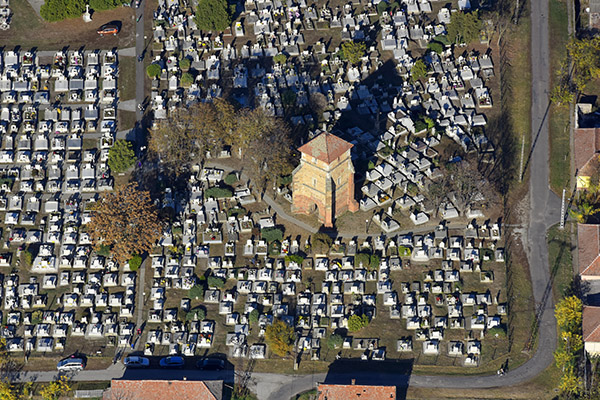
مقبرة تشونكاتورني Csonkatornyi في فغيڤرنك - صورة جوية
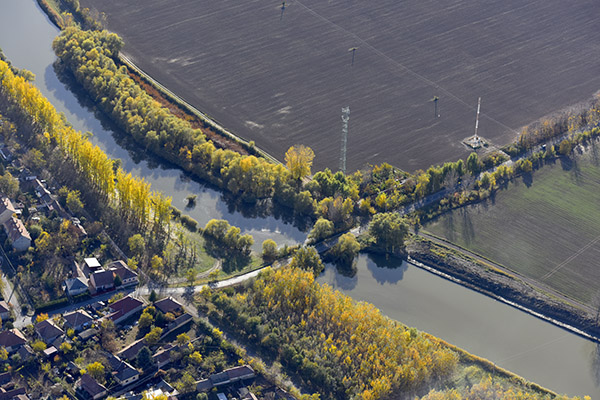
منظر جوي لجسر هولت-تيسا في فغيڤرنك Fegyvernek Holt-Tisza
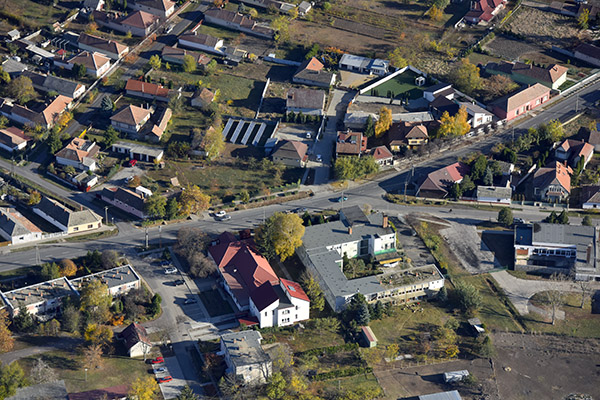
فغيڤرنك من الجو
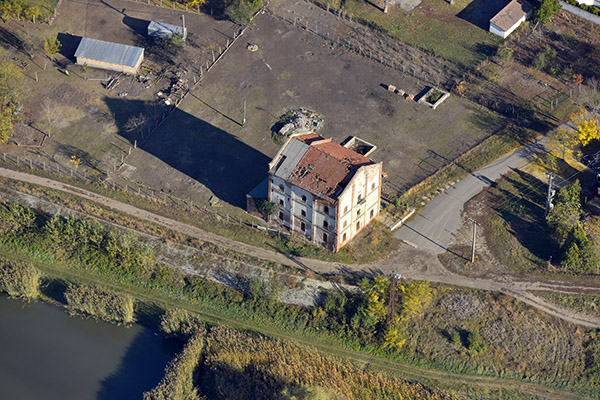
فغيڤرنك – صورة جوية.